# Earth (film)
Earth is een Britse documentairefilm over het leven op aarde.
De schrijvers en regisseurs van de film zijn Alastair Fothergill en Mark Linfield. De voice-over is van Patrick Stewart. De producent van de film is Sophokles Tasioulis. Het is een van de duurste documentaires ooit, de kosten bedroegen 45 miljoen euro en aan de totstandkoming is vijf jaar gewerkt.
De film is gebaseerd op de televisieserie Planet Earth uit 2006. De film volgt de dagelijkse strijd met de natuur van onder meer een bultrug-walvis, een ijsbeer, schildpad en olifant gedurende de verschillende seizoenen. Door het gebruik van de nieuwste speciale technieken, konden dieren van grote afstand - en toch in close-up - gefilmd worden, zonder hen in hun dagelijks leven te storen.
Op 21 januari 2008 werd bekend dat de Nederlandse filmposter van Earth de TV Krant Filmposter Award 2007 heeft gewonnen.

## Premièredata per land
- Frankrijk — 10 oktober 2007
- Griekenland — 11 oktober 2007
- Zwitserland — 11 oktober 2007 (Franssprekende regio)
- Spanje — 26 oktober 2007
- België — 31 oktober 2007
- Verenigd Koninkrijk - 16 november 2007
- Nederland - 29 november 2007